# Pseudohynobius
Pseudohynobius là một chi động vật lưỡng cư trong họ Hynobiidae, thuộc bộ Caudata. Chi này có 3 loài và 67% bị đe dọa hoặc tuyệt chủng.